# Batalla de Melitópol
La batalla de Melitópol fue un conflicto militar acaecido entre las fuerzas armadas ucranianas y rusas cerca de la ciudad ucraniana Melitópol, en el sur de Ucrania, como parte de la ofensiva de Jersón durante la invasión rusa de Ucrania de 2022.

## Batalla
A las 10:30 (UTC+2) del 25 de febrero de 2022, las fuerzas rusas entraron en Melitopol. Según el gobernador local, Oleksandr Starukh, los proyectiles alcanzaron edificios de apartamentos y se produjeron intensos combates callejeros. Alrededor de las 10 a 11, ocurrió un ataque blindado que resultó en un incendio y dejó huellas de vehículos y automóviles quemados. Según fuentes no oficiales, el ayuntamiento local fue bombardeado y una captura de pantalla de las imágenes de la cámara mostraba tanques rodando por la calle principal de la ciudad.
Las autoridades de la ciudad capitularon más tarde ese día, y las fuerzas rusas ocuparon completamente la urbe. Algunos combates a pequeña escala continuaron en Melitopol hasta la noche del 25 de febrero. Posteriormente, las fuerzas ucranianas lanzaron un ataque contra la ciudad. Rusia afirmó el 26 de febrero que había tomado la ciudad, pero el ministro de las Fuerzas Armadas británicas, James Heappey, dijo que la ciudad todavía parecía estar bajo control ucraniano.
Más tarde, el 26 de febrero, las fuerzas rusas izaron banderas rusas en algunos edificios administrativos de la ciudad. El gobernador del óblast de Zaporiyia, Oleksandr Starukh, declaró que los enfrentamientos aún continuaban en la ciudad, y se informó de tiroteos con las fuerzas de defensa locales.

## Tras la rendición de la ciudad
El 4 de marzo de 2022, el alcalde de la ciudad, Iván Fedorov, indicó a Current Time TV (una cadena de televisión checa en ruso) que se estaban viviendo problemas de abastecimiento de alimentos y otros víveres, aunque sí habían podido restablecer la mayoría de suministros de calefacción y electricidad. También indicó que había problemas para realojar a familias que se habían quedados sin viviendas debido a los bombardeos y que aún se escuchaba artillería a las afueras de la ciudad.

## Damnificados
El 26 de febrero de 2022, el primer ministro griego, Kyriakos Mitsotakis, tuiteó que diez ciudadanos griegos murieron y otros seis griegos, incluido un niño, resultaron heridos por los bombardeos rusos en las afueras de Sartana y Bugas, cerca de Mariúpol.